# Monika Pyrek

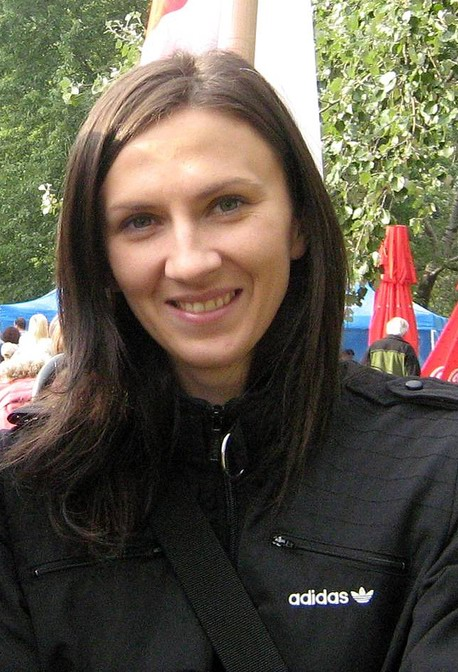
Monika Pyrek (2007)

Monika Zofia Pyrek-Rokita (* 11. August 1980 in Gdynia) ist eine ehemalige polnische Stabhochspringerin. 2005 und 2009 war sie Vizeweltmeisterin.

## Leben
Pyrek gewann bei den Juniorenweltmeisterschaften 1998 die Silbermedaille. Im Erwachsenenbereich wurde sie im selben Jahr bei den Europameisterschaften Siebte. Die gleiche Platzierung erreichte sie bei ihrer ersten Olympiateilnahme bei den Spielen 2000 in Sydney. Ihre ersten großen Erfolge waren der Gewinn der Bronzemedaille bei den Weltmeisterschaften 2001 in Edmonton und der vierte Platz bei den Weltmeisterschaften 2003 in Paris/Saint-Denis. In diesen beiden Jahren 2001 und 2003 wurde sie zur Leichtathletin des Jahres in Polen gewählt.
Seit 2001 vertrat sie den Sportklub MKL Szczecin.

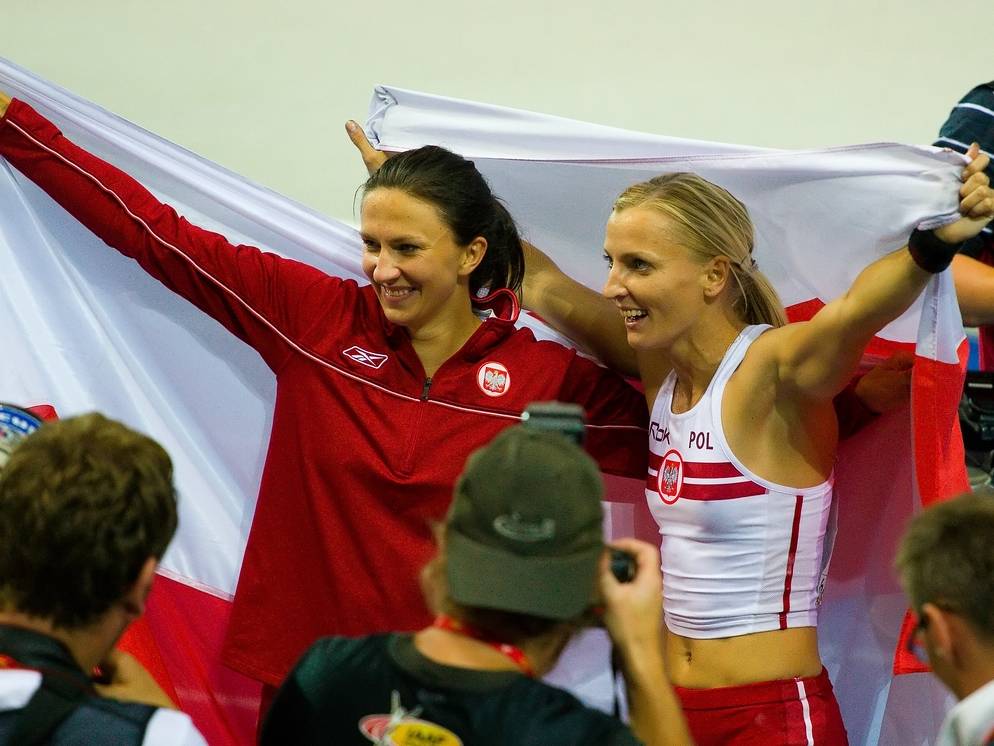
Monika Pyrek und Anna Rogowska bei den Weltmeisterschaften 2009

Bei den Olympischen Spielen 2004 in Athen wurden Pyrek Chancen auf eine Bronzemedaille eingeräumt, aber ihre polnische Konkurrentin Anna Rogowska versetzte sie auf den undankbaren vierten Platz. Beim Leichtathletik-Meeting der Golden League in Brüssel am 3. September 2004 stellte Pyrek mit 4,72 m den polnischen Landesrekord auf, der später von Rogowska auf 4,76 m und dann am 22. Juli 2005 auf 4,80 m gesteigert wurde.
Bei den Weltmeisterschaften 2005 in Helsinki konnte Pyrek gegenüber ihrer Landsfrau Rogowska den Spieß wieder umdrehen und sie gewann die Silbermedaille mit 4,60 m. Rogowska scheiterte bereits bei der Höhe von 4,50 m. Die Leistungen der Weltmeisterin Jelena Issinbajewa lagen jedoch in weiter Ferne. Issinbajewa gewann die Weltmeisterschaft mit der Weltrekordhöhe von 5,01 m. Bei den Europameisterschaften 2006 in Göteborg gewann Pyrek mit 4,65 m erneut die Silbermedaille hinter Issinbajewa. In Osaka bei den Weltmeisterschaften 2007 sprang sie mit 4,75 m eine neue persönliche Bestleistung. Bei gleicher Höhe zu Silber und Bronze verpasste sie als Vierte aber wegen der höheren Anzahl von Fehlversuchen eine Medaille. Kurz danach steigerte sie sich in Stuttgart auf 4,82 Meter.
Bei den Olympischen Spielen 2008 in Peking kam Pyrek auf Platz fünf. Im Jahr darauf gewann sie bei den Weltmeisterschaften in Berlin mit einer übersprungenen Höhe von 4,65 m gemeinsam mit der US-Amerikanerin Chelsea Johnson die Silbermedaille hinter ihrer Landsfrau Rogowska, die mit 4,75 m Gold gewann.
2011 wurde sie bei den Weltmeisterschaften Zehnte. Bei den Europameisterschaften 2012 in Helsinki und den Olympischen Spielen in London im selben Jahr kam Pyrek jeweils nicht über die Qualifikation hinaus. Anfang 2013 beendete sie ihre Karriere.
Pyrek hatte bei einer Größe von 1,68 m ein Wettkampfgewicht von 52 kg.
Nach Beendigung ihrer Sportkarriere arbeitete sie in den Jahren 2013–2018 als Journalistin im Radio Szczecin. Monika Pyrek-Rokita lebt mit ihrer Familie in Stettin.